# 歐達禮
歐達禮，SBS，JP（1959年—），現任國際證監會組織（IOSCO）主席、前香港證券及期貨事務監察委員會行政總裁。
1982年取得倫敦大學法律學士學位。1983年取得劍橋大學法律碩士學位。1984年加入史密夫律師事務所。1994年成為合夥人。2001年任證監會企業融資部執行董事。2004年任史密夫律師事務所亞洲區事務部主管。
2011年10月1日任證監會行政總裁。2014年獲政府續約，任期至2017年9月30日。
2014年7月1日獲委任為太平紳士。
2017年4月21日證監會行政總裁歐達禮先生（Ashley Alder）獲第三度續任，任期由2017年10月1日至2020年9月30日。
2019年11月，歐達禮在證監會30周年酒會發表開幕致辭，指曾有「非常重要兼有影響力的公司」以不在香港上市作威脅，要求證監會修改投資者保護規則。更有證監會成員因此被召至禮賓府，最終證監會並沒有因壓力而修改規則。
2022年7月8日證監會公布，行政總裁歐達禮將於2022年底離任，並於明年1月出任英國金融操守監管局主席一職。